# 자동문

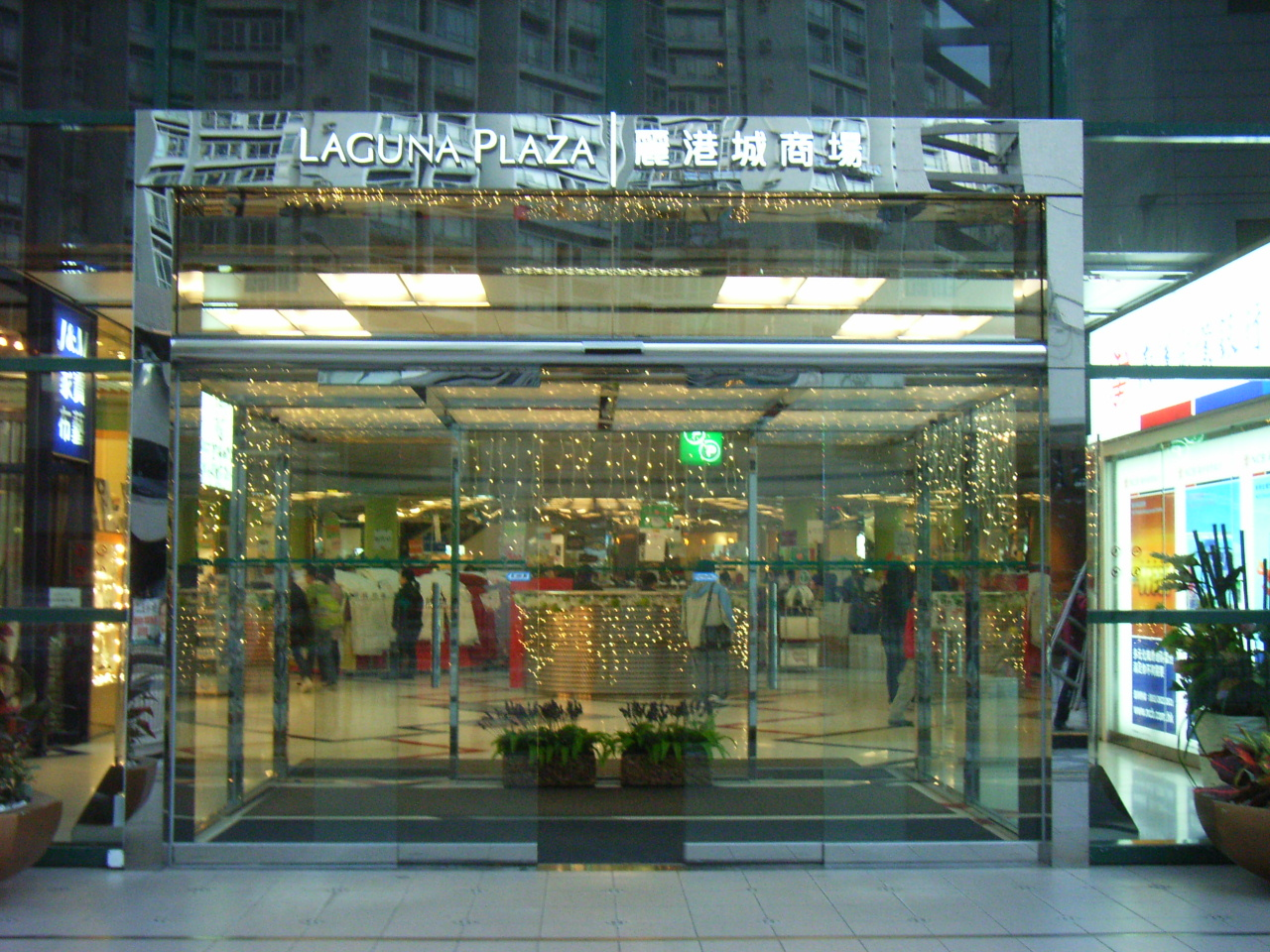
홍콩 라구나 플라자의 자동문

자동문(自動門)은 문의 계폐를 인력이 아닌 전기 등의 동력에 의해 이루어지는 시설이다. 자동문 중에서도 특히 사람이나 물건을 자동으로 감지하고 자동으로 문을 열고 통과를 확인한 후에 문을 닫는 시설을 가리킨다. 택시나 버스 등 동력이 운전자가 직접 문을 열지 않고 개폐 조작할 수 있는 것을 자동문라고 칭하는 경우도 있다.

## 같이 보기
- 스크린도어